# 큰갑옷도마뱀
큰갑옷도마뱀(영어: giant girdled lizard) 또는 선게이저(영어: sungazer)는 갑옷도마뱀 중 가장 큰 종이다. 학명은 코르딜루스 기간테우스(Cordylus giganteus)이다. 돌 사이에서 사는 다른 갑옷도마뱀과와 달리, 남아프리카의 솔새 초원의 흙 속에 굴을 파고 산다. 성체의 몸길이는 200 ~ 400 mm 정도이다.